# Banco Central del Congo Belga y de Ruanda-Urundi
El Banco Central del Congo Belga y de Ruanda-Urundi (BCCBRU), en francés: Banque Centrale du Congo Belge et du Ruanda-Urundi), fue un banco central de corta duración, cuyo mandato territorial incluía las colonias pertenecientes a Bélgica del Congo Belga y Ruanda-Urundi.
Se creó en 1952 para asumir la autoridad monetaria que hasta entonces pertenecía al Banque du Congo Belge, del sector privado, al expirar su carta de emisión. Al quedar obsoleto por la independencia de la República del Congo en 1960, finalmente fue liquidado el 31 de agosto de 1961.: 6 
Sus sucesores fueron: en el Congo, el Consejo Monetario (en francés: Conseil monétaire de la République du Congo), establecido en 1960 y reemplazado a su vez en 1964 por el Banco Nacional del Congo; en Ruanda-Urundi, el Banque d'Emission du Rwanda et du Burundi (BERB) sustituido, también en 1964, por el Banco Nacional de Ruanda y el Banco del Reino de Burundi.

## Historia
El Banque du Congo Belge (BCB), fundado en 1909 en Bruselas, recibió en 1911 el privilegio exclusivo de la emisión monetaria en el Congo Belga, el cual fue renovado en 1927 por un período adicional de 25 años; dentro de su jurisdicción también quedó la vecina colonia de Ruanda-Urundi cuando quedó bajo dominio belga en 1919. A medida que se acercaba la fecha límite de 1952, el BCB optó por no solicitar una nueva renovación de la concesión para poder centrarse en sus actividades comerciales competitivas, un área en el que su filial, el Banque Commerciale du Congo, se enfrentó a la cada vez mayor competencia del Banque Belge d'Afrique (fundado en 1929) y la Société Congolaise de Banque (fundada en 1947).
En este contexto, el Banque Centrale du Congo Belge et du Ruanda-Urundi (BCCBRU) fue establecido legalmente por disposiciones de las autoridades coloniales el 30 de julio de 1951 y el gobierno belga el 29 de septiembre de 1951, las cuales fueron promulgadas en el Real Decreto del 26 de octubre de 1951. El nuevo banco dividió su propiedad accionario entre el gobierno colonial del Congo (50% de las acciones), su contraparte en Ruanda-Urundi (10% de las acciones), el Banco Nacional de Bélgica (20% de las acciones) y accionistas privados a través de una cotización en la Bolsa de Valores (20% de las acciones).: 10  En parte como resultado de esta estructura, el Ministerio de las Colonias tenía mayor influencia directa sobre el BCCBRU que la que tenía el gobierno belga sobre el propio Banco Nacional de Bélgica.: 13 
Como la mayoría de las demás empresas coloniales belgas, estaba registrada legalmente en el extranjero en Léopoldville, pero prácticamente se administraba desde su sede operativa en Bruselas.: 10  Su personalidad jurídica era la de asociación de derecho público (en francés: association de droit public), prácticamente equivalente a una sociedad de responsabilidad limitada.: 11 Además de su mandato como autoridad monetaria central, también se le otorgó autoridad sobre la regulación bancaria, la regulación de valores y la política cambiaria en los dos territorios.: 12  El primero de estos tres mandatos no entró en vigor hasta el 1 de mayo de 1957,: 24 mientras el segundo fue en gran medida insignificante dada la falta de desarrollo de los mercados de valores.: 25-27 
En Bruselas, el BCCBRU adquirió para su sede corporativa un edificio que databa de 1855, en la rue de Namur 54. A lo largo de 1952, abrió oficinas en Léopoldville, Usumbura, Élisabethville, Bukavu, Coquilhatville, Luluabourg y Stanleyville.: 12  Su oficina en Léopoldville estaba en la avenida de los Aviadores 24, la cual luego se convirtió en el Centro Médico del Banco Central del Congo, mientras la Inspección General tenía su sede en Usumbura. A mediados de 1952, el BCCBRU tenía 81 empleados en Bélgica y 190 en África; en su apogeo, a finales de 1959, contaba con 793 empleados en total, de los 192 estaban en Bélgica y 601 en África.: 13 
Como todos los componentes de la administración colonial belga, el BCCBRU estaba mal preparado para las consecuencias de la independencia congoleña a mediados de 1960. El 2 de agosto de 1960, el autoproclamado Estado de Katanga se apoderó de la sucursal del banco en Élisabethville y decretó su conversión en el Banco Nacional de Katanga. Tan solo dos días después, un decreto de emergencia del gobierno belga convirtió la sucursal en Usumbura en el Banque d'Emission du Rwanda et du Burundi (BERB), que reabrió al público en su nueva capacidad el 22 de septiembre de 1960, tras lo cual el BCCBRU fue simultáneamente relevado de cualquier papel o tarea en Ruanda-Urundi.: 51-52 
Mientras tanto, en las negociaciones en Ginebra (Suiza), el Fondo Monetario Internacional negoció un acuerdo que preveía la liquidación del BCCBRU y su sustitución en el Congo por un banco central nacional. El 3 de octubre de 1960 el gobierno de la República del Congo creó el Conseil monétaire de la République du Congo para tal efecto y el  15 de noviembre de 1960, el acuerdo sobre la transferencia de activos y responsabilidades fue firmado en la ciudad de Nueva York, por el embajador ante la ONU Walter Loridan en representación de Bélgica y el presidente de la Junta de Comisionados Generales Justin Bomboko en nombre del Congo. Los instrumentos de ratificación fueron debidamente canjeados en Brazzaville el 15 de febrero de 1961.: 53-54 

## Banque d'Emission du Rwanda et du Burundi
El BERB siguió funcionando en la infraestructura del antiguo BCCBRU desde septiembre de 1960 en adelante, pero pronto quedó igualmente obsoleto cuando Ruanda se convirtió en una república independiente en 1961 y Burundi se convirtió en una monarquía independiente en 1962. En 1964, cada estado estableció su propio banco central, respectivamente el Banco Nacional de Ruanda y el Banque du Royaume du Burundi. Posteriormente, el BERB fue liquidado en mayo de 1964.: 57 

## Liderazgo
Durante su existencia, tuvo como sus directivos más relevantes a:
- Paul Charles, Gobernador 1951-1954[4]
- Hector Martin, Gobernador 1954-1961[1]: 11 [5]
- Karel-Antoine-Francis Vercruysse, Vicegobernador 1956-1961[6]